# Advanced Video Codec High Definition

AVCHD-Logo

Advanced Video Codec High Definition (deutsch Fortgeschrittener Video-Codec hoher Auflösung), kurz AVCHD, ist ein digitales Format für Videodaten. Es wurde vor allem entwickelt für die Videoaufzeichnung mit Consumer- und Prosumer-Camcordern mit Aufzeichnung auf digitale Datenträger (zum Beispiel SD-Karte, Flash-Speicher, Festplatte). Es verwendet den H.264/MPEG-4-AVC-Codec und steht in direkter Konkurrenz zu den Formaten MiniDV und besonders HDV, welches das ältere MPEG-2 verwendet.

## Entstehung und Verbreitung
Der Standard Advanced Video Codec High Definition wurde gemeinsam von den Unternehmen Matsushita (Panasonic) und Sony entwickelt, und am 11. Mai 2006 vorgestellt. Die beiden Unternehmen halten auch die Rechte an AVCHD als Markenzeichen.
Am 13. Juli 2006 wurde der Beginn der Lizenzvergabe angekündigt. Das Format wird aktuell auch von Canon unterstützt. Eine Unterstützung durch Produkte von Pioneer, Samsung und Sharp ist angekündigt. Die Lizenzen werden für Aufnahme- und Wiedergabegeräte sowie für Software vergeben.

### AVCHD Lite
Der am 27. Januar 2009 vorgestellte Standard AVCHD Lite entspricht in allen Spezifikationen dem AVCHD-Standard – mit der einzigen Einschränkung, dass er sich für Videoaufnahmen nur auf das Zeilenformat mit 720 Zeilen (720p) beschränkt und somit bei Videoaufnahmen das Zeilenformat 1080i nicht unterstützt. AVCHD Lite ist zunächst nur für Camcorder und Digitalkameras vorgesehen, deren Videoaufnahmen auf jedes Wiedergabe- oder Aufzeichnungsgerät, das dem AVCHD-Standard entspricht, übertragen werden können. Die Tatsache, dass aus den entsprechend dem Standard AVCHD Lite aufgezeichneten Videodaten bei der Wiedergabe durch eine Hochskalierung auch Videoformate mit höherer Zeilenzahl generiert werden können (siehe zum Beispiel auch Zeilenverdoppler), steht dem Standard AVCHD Lite nicht entgegen.
Dieses Format benötigt bei einer Bearbeitung weniger Rechenzeit aufgrund der niedrigeren Auflösung.

### Hardware

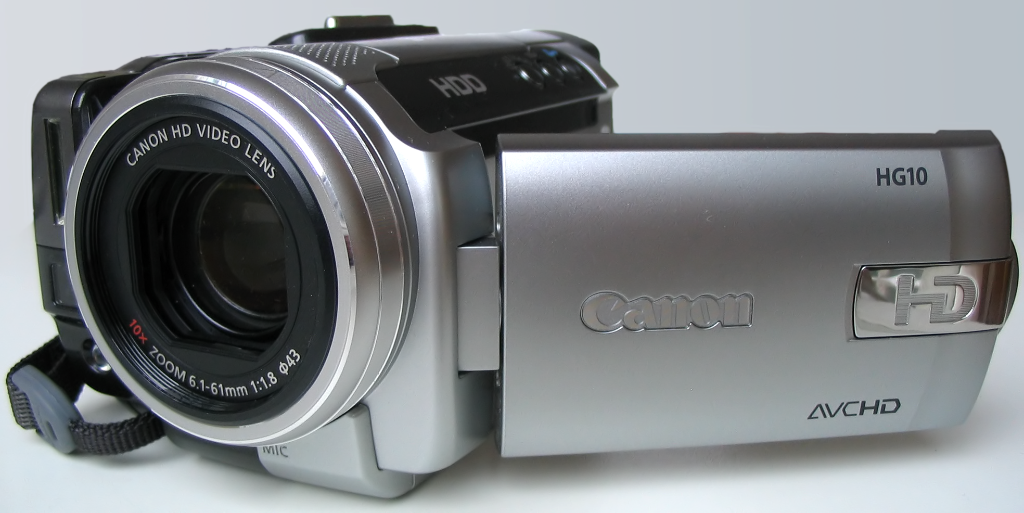
Canon HG10 HDD-basierter AVCHD-Camcorder

Sony, Panasonic und Canon haben 2006 erste AVCHD-Camcorder auf den Markt gebracht. Auch Blu-ray-Spieler unterstützten dieses Format in der Regel, da für die interne Datenstruktur von AVCHD seitens Sony und Panasonic das Blu-Ray-Disc-Format gewählt wurde. Sofern AVCHD-Clips auf DVD statt auf Blu-Ray-Medien gespeichert werden, nennt man diese Mini Blu-ray oder auch AVCHD-Disc. Die Daten sind im Universal Disk Format (UDF) Version 2.5 oder höher auf den Discs gespeichert. Dies kann zu Leseproblemen auf PCs führen, da erst ein entsprechender UDF-Treiber installiert werden muss, bevor die Disks lesbar sind (gilt z. Z. für Windows XP und Linux).
Produkte, welche AVCHD-Inhalte verarbeiten können, können mit einem lizenzierten Logo (siehe Abbildung) beworben werden. Die Sony PlayStation 3 ist (ab Firmware-Version 1.9) in der Lage, AVCHD-Videos von einem Memory Stick oder einer externen Festplatte abzuspielen, wobei durch die fehlende Unterstützung des NTFS-Dateisystems die Größe der AVCHD-Dateien auf 4 GB begrenzt ist. Der WD TV HD Media Player kann ebenfalls AVCHD-Videos von einer externen USB-Festplatte abspielen und unterstützt u. a. das NTFS-Dateisystem, wodurch Dateien größer als 4 GB verarbeitet werden können. 4 GB werden bei HD-Aufnahmen meist nach ca. 40 Minuten Aufnahmedauer erreicht.

#### Gewerblicher Bereich
Mittlerweile haben sowohl Panasonic als auch Sony Camcorder herausgebracht, die zwar das AVCHD-Format verwenden, sich jedoch an gewerbliche Anwender richten. Es steht zu erwarten, dass diese mittelfristig HDV-Camcorder ersetzen werden, da mittlerweile auch professionelle Schnittsoftware AVCHD bearbeiten kann und die Rechenleistung der verwendeten Computer zur Bearbeitung ausreichend ist (vgl. den Abschnitt Videoschnitt). Die Firmen vermarkten diese Camcorder unter speziellen Marken.

##### AVCCAM
AVCCAM ist der Name von Panasonic Broadcasts professioneller Video-Produktlinie, die das AVCHD-Format verwendet. Diese wurde zuvor als „AVCHD with professional features“ geführt. Teilweise wird das HP@4.1-Level des AVCHD-Formats mit maximaler Bitrate von 24 Mbit/s geboten, was einer Steigerung gegenüber Panasonics Endverbrauchermodellen entspricht, die auf eine maximale Bitrate von 17 Mbit/s beschränkt sind. Andere Hersteller wie Canon, JVC, und Sony bieten 24 Mbit/s auch in ihren Consumer-Camcordern.

##### NXCAM
NXCAM ist der Name von Sonys professioneller Videoproduktlinie, die das AVCHD-Format verwendet (angekündigt November 2009). NXCAM unterstützt die 1080i, 1080p und 720p Aufzeichnungs-Modi von AVCHD mit Datenraten bis zu 24 Mbit/s. Ton kann als unkomprimierte PCM-Audioaufzeichnung aufgezeichnet werden. Im Gegensatz zu AVCCAM unterstützt NXCAM nicht die für Film übliche Bildwiederholrate 24p für den 720p Modus.

### Software
Das Format wird mittlerweile von den meisten Herstellern von Videoschnittsoftware unterstützt.

## Details der Spezifikation
Der Advanced Video Codec High Definition basiert auf dem MPEG-4 Standard AVC/H.264 (MPEG–4 Part 10). Die erste Definition dieses Formats trägt den Namen AVCHD-Format Version 1.0.

### Speicherformat
Die komprimierten Video- und Audio-Inhalte werden in einem MPEG-2-Transportstrom abgespeichert (übliche Dateiendung ist .mts für MPEG-Transportstrom, oder .m2ts).
Die als Transportstrom verpackten Daten haben damit noch eine Art Container, der den Speicherplatzbedarf zwar minimal im Vergleich zum Programmstrom erhöht, dafür es jedoch einfacher macht, die Binärdaten auch dann noch lesen und wiedergeben zu können, wenn Datei- oder Übertragungsfehler aufgetreten sind und die Videodatei unvollständig vorliegt (englischer Sachbegriff: „truncated file“). Dies könnte durch das vorzeitige Entfernen eines Speichermediums oder durch unerwartetes Abschalten verursacht werden.
Im Gegensatz sind unvollständige Videodateien mit von Mobiltelefonen meist verwendetem Programmstrom nicht auf Anhieb abspielbar.
Mit einem Transportstrom muss das Einlesen ebenfalls nicht unbedingt definiert zu einer Bildergruppe begonnen werden, zum Beispiel, wenn TS-Daten von einem Fernsehsender empfangen werden, man aber nicht exakt zu einem GOP-Beginn auf den Kanal/Transportstrom wechselt.

### Video
Neben den etablierten Fernsehnormen mit 480 Zeilen (siehe NTSC) und 576 Zeilen (siehe PAL oder SECAM) in den Seitenverhältnissen 4:3 und 16:9 werden auch die Modi 720p/(30/25/24), 1080i/(60/50) und 1080p/24 im Seitenverhältnis 16:9 unterstützt. Als Kompressionsmethode für die Videosignale wird MPEG-4 AVC/H.264 verwendet.
In den Spezifikationen der oben genannten Anbieter findet sich zusätzlich die Bildauflösung 1440×1080 für das 16:9-Format, die aber nicht konform mit dem Standard H.264 ist, da dieser für die HD-Darstellung in 16:9 ausschließlich quadratische Pixel vorsieht.
Die Videosignale werden im MPEG-4-Datenkompressionsstandard aufgezeichnet, um diese dann in einen MPEG-2-Transport-Datenstrom zu übertragen. Das Abspielen erfolgt mit einer Datenrate von zum Beispiel 6, 9, 13, 18 oder 24 Megabit/s (zuzüglich Ton und Metadaten).
AVCHD benutzt ein skalierbares Kompressionsverfahren (MPEG-4) mit unterschiedlicher Verarbeitungstiefe und sieht eine interne Bildstruktur mit einer Group of Pictures von bis zu 15 Bildern (Frames) vor. Die Farbabtastung erfolgt in AVCHD mit 8 bit, 4:2:0.

### Audio
Für Audiosignale steht das komprimierte Aufzeichnungsverfahren Dolby Digital (AC-3) mit einer Bitrate 64 bis 640 kbps und für 1 bis 5.1 Kanäle zur Verfügung. Alternativ kann auch im linearen PCM-Verfahren mit einer konstanten Bitrate von 1,5 Mbps für 2 Kanäle, aber auch variabel mit 1 bis 7.1 Kanälen gearbeitet werden. Sonys PlayStation 3 unterstützt auf AVCHD zusätzlich auch DTS.

### Datenrate
Der gesamte Standard ist bis zu einer Bandbreite (Level 5.1 / H444 Profile) von 960 Megabit pro Sekunde und einer Bildauflösung von bis zu vier Millionen Bildpunkten definiert. Die üblichen zu verwendenden Datenraten lagen Ende 2008 je nach Bildauflösung und Kompressionsrate zwischen 5 und 24 Megabit pro Sekunde. Dies entspricht einer Aufzeichnungsdauer von etwa 5 (bei 24 Megabit pro Sekunde) bis 26 Minuten (bei 5 Megabit pro Sekunde) pro Gigabyte. Für die Verwendung der derzeit höchsten Qualitätsstufe von 24 Megabit pro Sekunde werden Class 6 Medien empfohlen, die eine Bruttodatenrate von 48 Megabit pro Sekunde zulassen.

#### Spezifikationsgrenze
Anfang 2010 hat zunächst Panasonic einen Camcorder angeboten, dessen maximale Datenrate für progressive Full-HD-Aufnahmen mit bis zu 60 Bildern pro Sekunde und den Anforderungen der hohen Datenmengen folgend mit 28 Megabit pro Sekunde oberhalb und somit außerhalb der AVCHD-Spezifikation eingestellt werden kann.
Im Januar 2011 hat dann auch Sony ein entsprechendes Gerät mit der Einstellmöglichkeit von bis zu 28 Megabit pro Sekunde vorgestellt.
Wenn die Datenrate außerhalb der Spezifikation von AVCHD liegt, kann es bei der Wiedergabe mit anderen Geräten unter Umständen zu Schwierigkeiten kommen.

### AVCHD 2.0
Anfang Juli 2011 wurde der erweiterte Standard AVCHD 2.0 veröffentlicht. Dem AVCHD-Format wurden neue Spezifikationen für dreidimensionale und hochaufgelöste Aufnahmen im progressiven Modus bis zu 1080/60p hinzugefügt. Gleichzeitig wurden die Handelsmarken AVCHD 3D, AVCHD Progressive und AVCHD 3D/Progressive eingeführt.

## Hintergrund
AVCHD wurde von der Moving Picture Experts Group geschaffen und von den Firmen Sony und Panasonic in Produkte umgesetzt, da man nicht länger ausschließlich auf Speichermedien mit Laufwerken setzen wollte, wie zum Beispiel Bandlaufwerke, Festplatten oder DVD-Laufwerke.

### Vergleich mit Bandaufzeichnung
Das Magnetband bot die Möglichkeit, große Datenmengen auf einen vergleichsweise günstigen Datenträger zu speichern. So können auf einem Mini-DV-Band etwa 13 Gigabyte abgespeichert werden. Durch die Benutzung moderner Speichermedien ist jedoch nicht nur sequentieller, sondern auch wahlfreier Zugriff auf die Daten möglich. Das bedeutet den Wegfall des zeitraubenden Spulens und den direkten Zugriff auf einzelne Szenen, die meist als einzelne Dateien gespeichert sind.
Speicherkarten standen im Mai 2008 für bis zu 16 Gigabyte zur Verfügung, hatten jedoch einen deutlich höheren Preis als Magnetbänder. Da AVCHD bei einer identischen Datenrate gegenüber MPEG-2 (HD-Auflösung) eine deutlich höhere Speicher-Effizienz erreicht, relativierten sich die Mehrkosten, d. h. die Kosten pro Zeit näherten sich an.
Zudem wurde im Bereich der Consumer-Videotechnik zeitgleich zu AVCHD erstmals die Aufnahme von FullHD-Inhalten (1920 × 1080 Bildpunkten ohne Interpolation) eingeführt, wenn auch die meisten der 2008 am Markt befindlichen Camcorder diese Auflösung weiterhin nur durch Interpolation erreichen. Dies begünstigte ebenfalls das besser (als MPEG-2) komprimierende AVCHD-Format. Zur Jahreswende 2009/2010 hatte sich der Markt deutlich weiterentwickelt: Es wurden immer mehr Aufnahme-Chips verwendet, die das FullHD-Format unterstützten. Zudem sind die Preise für Camcorder und Video-taugliche Digitalkameras (bei diesen meist AVCHDlite für die Nutzung von SD(HC)-Karten) drastisch gefallen.
Im November 2010 waren 16-GB-SDHC-Speicherkarten bereits ab 20 Euro zu finden, jedoch auch schon Karten mit weit höherer Kapazität verfügbar.

### Videoschnitt
Das AVCHD-Format ist auf niedrige Datenraten optimiert, nicht für einfachen Schnitt des Films. Da der Videoschnitt zunehmend auch im Consumerbereich stärker nachgefragt wird, werden immer mehr Consumer-Software-Schnittlösungen angeboten.
Der Schnittverarbeitung beim Advanced Video Codec High Definition bieten sich etliche, im nachfolgenden beschriebene Probleme.

#### Rechenaufwand
Die hohe Komplexität der Kompressionsalgorithmen erfordern viel Rechenzeit. Ein (bei Spezifikation von AVCHD 2006) leistungsfähiger Rechner mit 3-GHz-Zweikernprozessor und 2 GB Arbeitsspeicher konnte hohe Renderzeiten nicht vermeiden. Der Rechenaufwand ist stark abhängig von der Verwendung der Kodieroptionen und davon, wie gut die Rate-Distortion-Optimierung eingestellt ist. AVC-Encoder mit guter Performanz haben etwa die acht- bis zehnfache Komplexität eines MPEG2-Encoders und die Dekodierung ist etwa dreimal aufwändiger als bei MPEG-2. Die Echtzeitgrenze (30 Frames) für einen Zweikernprozessor liegt mit Benutzung des CABAC-Codec bei 10 Mbit/s, mit Vierkernprozessor bei 15 Mbit/s. Ohne CABAC liegen beide Systeme oberhalb von 20 Mbit/s.

##### Smart Rendering
Es wird nur an den Übergängen der Quell-Clips neu gerechnet und ansonsten die bereits berechneten Abschnitte beibehalten.

##### GPU-Unterstützung
Aufgrund der hohen Datenmengen und der Komplexität der Berechnungen verwenden die Hersteller zunehmend die Rechenleistung der GPU mittels CUDA, ATI-Stream, oder (selten) OpenCL (oft auf rund ein Viertel bis zur Hälfte der Realzeit).

##### Proxy-Schnitt
Manche Programme bieten auch den sogenannten Proxy-Schnitt, wobei statt der AVCHD-Daten mit niedrig aufgelösten Ersatz-Clips gearbeitet wird (Vorschau), und die eigentliche Berechnung der hochaufgelösten AVCHD-Daten im Hintergrund oder nach Bearbeitungsende durchgeführt wird.

##### Arbeitsformat
Manche Schnittsoftware wandelt AVCHD vor der Bearbeitung in ein einfacheres Format. Das berechnete Ergebnis wird dann wieder in das Zielformat (AVCHD) transkodiert.

##### Spezial-Hardware
Anfang 2011 erschienen Prozessoren der Sandy-Bridge-2-Generation auf dem Markt, welche Codier- und Decodieroperationen über den H.264-Codec (welcher die Basis von AVC und AVCHD ist) direkt im Prozessor unterstützen. Dadurch werden teilweise dramatische Geschwindigkeitsvorteile erzielt, welche zum Teil die Vorteile der GPU basierenden Verarbeitung in diversen Schnittprogrammen wieder aufwiegen. Der Prozessor Intel Core I7 Q2830 QM codiert AVCHD-Material beinahe gleich schnell wie CUDA auf einer Grafikkarte der mittleren Spitzenklasse (Stand ?).

##### Reduktion der Auflösung
Für den privaten Gebrauch kann sogar empfohlen werden, bei diesem Prozess die Auflösung von Full-HD mit 1920 × 1080 Bildpunkten auf HD-Auflösung mit 1280 × 720 Bildpunkten zu reduzieren, weil sich die Qualität für den späteren Betrachter dadurch kaum verringert, der Rechenaufwand sich jedoch stark reduziert. Trotzdem führt diese Verringerung der Auflösung – ob nun sichtbar oder nicht – zu einem messbaren Qualitätsverlust.
3D erhöht im Allgemeinen den Rechenaufwand.

#### Große Dateien
Die Aufzeichnung auf SD- und SDHC-Karten sowie auf viele eingebaute Medien wurde fast ausschließlich im FAT32- oder FAT-Dateisystem vorgenommen. Hier gibt es eine maximale Dateigröße von 4 GiB, was auch bei den meisten AVCHD-Medien wie Blu-ray-Discs Standard ist. Die Aufzeichnung von langen Szenen produziert somit ggf. mehr als eine Datei, spätestens sobald diese Dateigröße überschritten wird. Damit kommen viele Schnittprogramme nicht zurecht. Kamerahersteller legen jedoch in der Regel eine Software bei, die mehrere Aufnahme-Segmente in eine große Datei von über 4 GiB (232 Bytes) zusammenführen kann, welche sich dann mit gängiger Schnittsoftware weiterverarbeiten lässt (zum Beispiel Sony PMB). Außerdem wurde 2006 das exFAT-Dateisystem eingeführt, welches sich für größere Speichermedien wie SDHC- und SDXC-Speicherkarten eignet, und dieses Problem ebenfalls behebt.